# Oblys d'Aqmola
L'oblys d'Aqmola (en kazakh : Ақмола облысы, Aqmola oblısı, et en russe : Акмолинская область), est une région administrative du Kazakhstan.
Elle doit son appellation au nom d'origine de son ancien chef-lieu, Akmola.

## Présentation
Le chef-lieu de l'oblys d'Aqmola est Kökşetaw (en kazakh Көкшетау)
La capitale du pays Astana est au centre de la région mais est administrativement indépendante.
Cet oblys se trouve dans le nord du pays. Il est couvert en grande partie de steppe.
Au nord, se trouvent cependant quelques forêts (résineux et bouleaux) ainsi que de petites montagnes et le lac de Bourabay (en russe : Боровое, Borovoïe), station thermale et lieu de villégiature.

## Étymologie
Aqmola or Akmola signifie la sépulture blanche en Kazakh.

## Démographie
Les Kazakhs sont 43,5 % de la population et les Russes 36,5 % au recensement de 2009.

## Divisions administratives
La région est composée de 17 districts et 2 villes:

### Districts
Les districts et leur chef-lieu sont les suivants:
| District                | Chef-lieu      |
| ----------------------- | -------------- |
| District d'Akkol        | Akkol          |
| District d'Archaly      | Archaly        |
| District d'Astrakhan    | Astrakhanka    |
| District d’Atbassar     | Atbassar       |
| District de Bulandy     | Makinsk        |
| District de Bourabaï    | Chtchoutchinsk |
| District d'Eguindikol   | Eguindikol     |
| District d'Enbekchilder | Stepnyak       |
| District d'Ereïmentaou  | Ereïmentaou    |
| District d'Esil         | Esil           |
| District de Korgalgyn   | Korgalgyn      |
| District de Sandyktau   | Balkachino     |
| District de Chortandy   | Chortandy      |
| District de Tselinograd | Akmol          |
| District de Zerendi     | Zerendi        |
| District de Jaksy       | Jaksy          |
| District de Jarkaïn     | Derjavinsk     |

Dix localités ont le statut de ville: Akkol, Atbassar, Derjavinsk, Ereïmentaou, Esil, Kokchetaou, Makinsk, Chtchoutchinsk, Stepnogorsk et Stepnyak.

### Villes autonomes
| Ville       |
| ----------- |
| Kokchetaou  |
| Stepnogorsk |